# Каледене, Бируте Викторовна
Биру́те Ви́кторовна Каледе́не (в девичестве — Залогайтите, 2 ноября 1934, Балтрушяй, Литва) — советская легкоатлетка, бронзовая призёрка Олимпийских игр. Заслуженный мастер спорта СССР (1959).

## Карьера
На Олимпиаде в Риме в 1960 году Бируте Каледене выиграла бронзовую медаль, уступив Дане Затопковой и своей соотечественнице Эльвире Озолиной. На следующих Играх Бируте стала четвёртой.
Трёхкратная чемпионка СССР и бронзовая призёрка первенства.
Спортсмен года в Литве 1958 года.
После завершения спортивной карьеры работала тренером по лёгкой атлетике.

## Награды
- Орден «Знак Почёта» (16.09.1960) — за успешные выступления в XVII летних и VIII зимних Олимпийских играх 1960 года, а также за выдающиеся спортивные достижения[2]